# Pajarito Gómez
Pajarito Gómez, una vida feliz, también conocida simplemente como Pajarito Gómez, es una película argentina de comedia dramática y musical de 1965 dirigida por Rodolfo Kuhn y protagonizada por Héctor Pellegrini. Fue escrita por Kuhn junto a Carlos del Peral y Paco Urondo. Fue estrenada el 5 de agosto de 1965 y nominada al Oso de Oro en el Festival de Berlín, donde resultó ganadora del premio "Mejor Película Juvenil".
En una encuesta de las 100 mejores películas del cine argentino llevada a cabo por el Museo del Cine Pablo Ducrós Hicken en el año 2000, la película alcanzó el puesto 27. En una nueva versión de la encuesta organizada en 2022 por las revistas especializadas La vida útil, Taipei y La tierra quema, presentada en el Festival Internacional de Cine de Mar del Plata, la película alcanzó el puesto 22.

## Sinopsis
Creación, ascenso y caída de un cantante nuevaolero y exclusivamente mediático. La historia se desarrolla como una crónica de la vida y carrera de un cantante popular: sus orígenes humildes, su ascenso a la fama y su explotación por los medios de comunicación.

## Temática

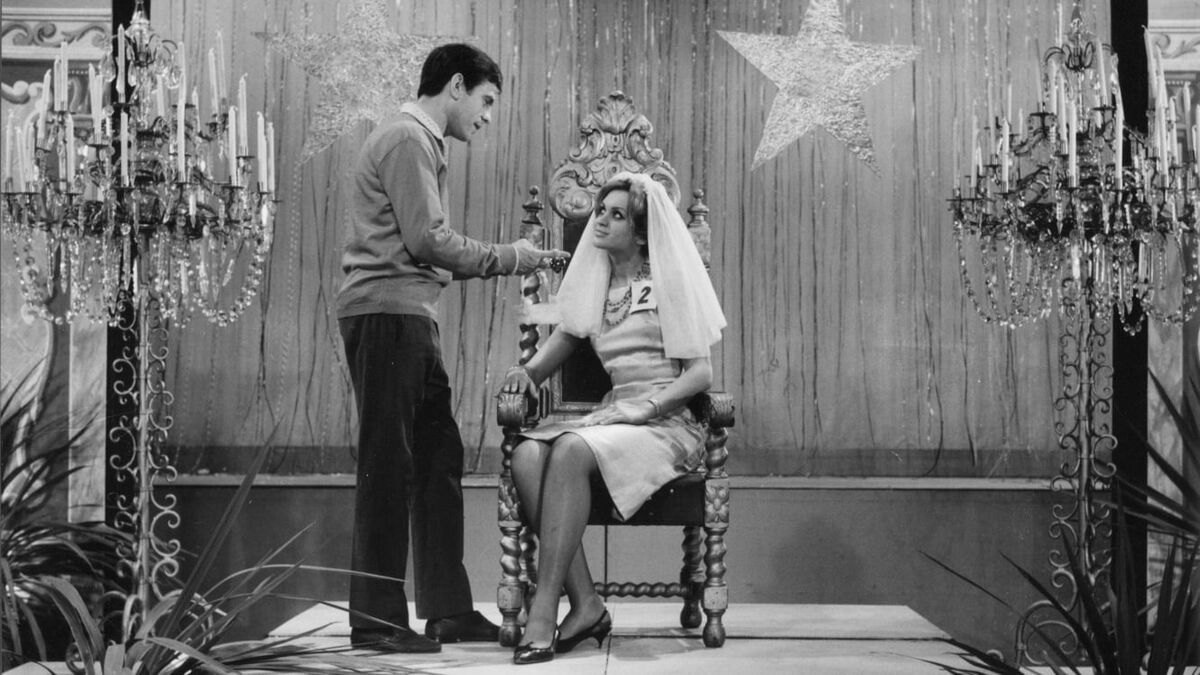
Pajarito Gómez (Héctor Pellegrini) le canta a una fanática en televisión.

El film es una clara parodia de Palito Ortega en particular, y del fenómeno comercial del Club del Clan en general: "Pajarito" Gómez es un cantante de música popular impulsado por una empresa discográfica. La historia se centra en la vida de Pajarito fuera de los escenarios, cómo se construye su figura pública alimentando el mito del muchacho pobre, provinciano, que por su talento -y siendo al mismo tiempo buen hijo y buen ciudadano- alcanza la fama y la fortuna. Detrás de esta fachada, Pajarito es un hombre oscuro y desorientado, alcohólico, distanciado de su madre. 
Se trata de una exposición cruda y satírica de los medios de comunicación y su modo de representar (recortar, tergiversar o, llanamente, inventar) la realidad.
La banda sonora incluye canciones pegadizas como "Un cariñito" y "En el año 2000", compuestas por los guionistas, Rodolfo Kuhn, el prestigioso escritor y humorista Carlos del Peral (creador, junto a Landrú, de la revista Tía Vicenta) y el poeta Paco Urondo, que más tarde se uniría a Montoneros y sería desaparecido durante la última dictadura cívico-militar.

## Reparto
- Héctor Pellegrini ... Pajarito Gómez
- María Cristina Laurenz
- Nelly Beltrán
- Lautaro Murúa
- Maurice Jouvet
- Jorge Rivera López
- Federico Luppi
- Beatriz Matar
- Hugo Dargó
- Marta Gam
- Alberto Barcel
- Zulema Katz
- Orlando Bohr
- Fabiana Gavel
- Elena Cánepa
- María Eugenia Daguerre
- Beatriz Allemany
- Alberto del Villar ... Jefe de redacción
- Juan Ignacio Acevedo
- Sergio Corona
- Alejandra Da Passano
- Cristina Gómez
- Pablo Mathon
- Alberto Fernández de Rosa ... Bobby
- Claudia Sánchez
- Jorge Beillard
- Jorge Palaz
- Bibí Curetty
- Lelio Lesser
- Linda Peretz
- Eva Zeida
- Edgardo Rovezzi
- Lydia Vita
- Aurora Cordone
- Stella de la Rosa
- Esteban Nesich
- Susana Latou
- Susana Da Rosa
- Ricardo Celeste
- Héctor Berro García
- Marcelo Roqué
- Martha Serrano
- Carlos Membrives
- Ruth Baltra Moreno
- Anita Faour
- María Aguilar
- Francisco "Paco" Urondo (cameo)